# خاير ماروفو
خاير ماروفو (بالإنجليزية: Jair Marrufo)‏ (مواليد 7 يونيو 1977 في إل باسو) حكم كرة قدم أمريكي . أصبح حكما معتمدا في الدوري الأمريكي للمحترفين سنة 2002 وحكما دوليا معتمدا من الاتحاد الدولي لكرة القدم في سنة 2007 . يجيد التحديث باللغة الإنجليزية والإسبانية بطلاقة .

## روابط خارجية
- خاير ماروفو على موقع Soccerway.com (الإنجليزية)